# لويس إدسون
لويس إدسون (بالإنجليزية: Lewis Edson)‏ هو ملحن أمريكي، ولد في 22 يناير 1748، وتوفي في 1820.